# Sarcophaga pharaonis
Sarcophaga pharaonis är en tvåvingeart som beskrevs av Boris Borisovitsch Rohdendorf 1934. Sarcophaga pharaonis ingår i släktet Sarcophaga och familjen köttflugor.
Artens utbredningsområde är Egypten. Inga underarter finns listade i Catalogue of Life.